# Ambrosio (Yushkévich)

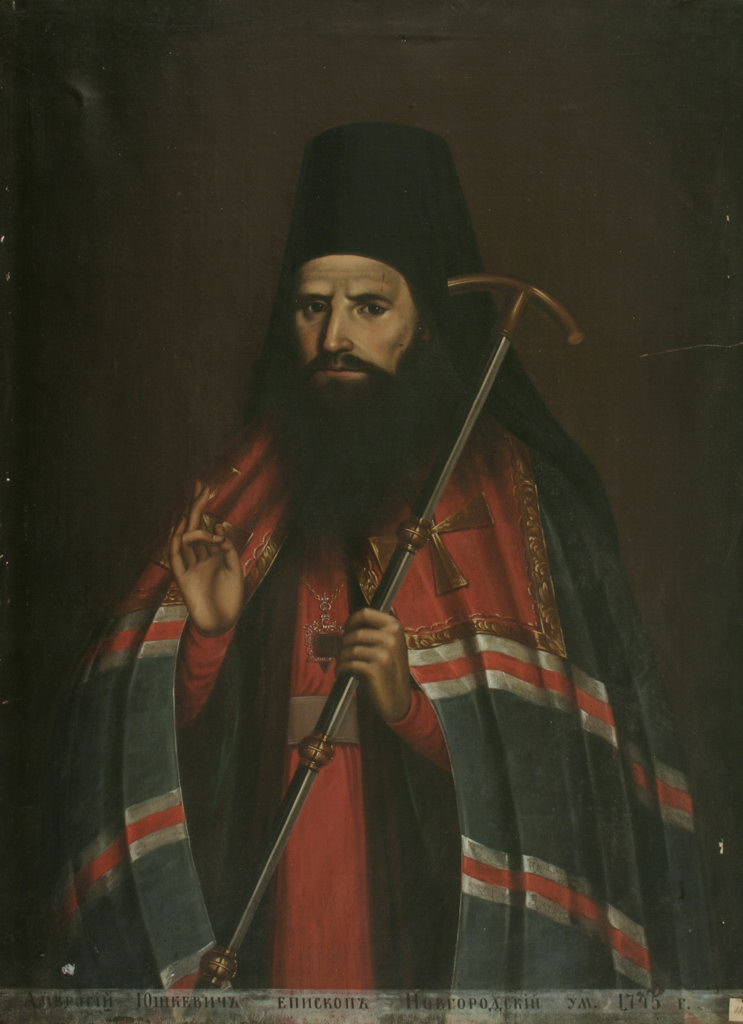
Ambrosio (Yushkévich).

Ambrosio (Yushkévich) o por su nombre civil Andréi Yushkévich (en ruso: Амвросий (Юшкевич); Андрей Юшкевич, Malorosiya, ≈1690-San Petersburgo, 17 (28) de mayo de 1745) fue un obispo de la Iglesia ortodoxa rusa, que llegó a ser arzobispo de Nóvgorod y Velíkiye Luki. Ambrosio fue una eminente figura política y religiosa en el siglo XVIII, durante el reinado de Isabel I.
Inicialmente, Ambrosio fue uno de los más firmes partidarios del gobierno de Ana Leopóldovna, opuesto a la princesa Yelizaveta Petrovna, por lo que cuando esta última alcanzó el trono, Ambrosio cayó en desgracia, hasta que consiguió el perdón de la emperatriz, a la cual sirvió lealmente. El perdón de Isabel llegó tras su franco reconocimiento, arrepentimiento y confesión detallada de los planes de sus enemigos, por lo que hasta su muerte gozaría del favor de la emperatriz y residió la mayor parte del tiempo en San Petersburgo.

## Biografía
Andréi Yushkévich nació en Malorosiya (la actual Ucrania) alrededor de 1690. Su primera educación la recibió en territorio de la actual Polonia y más tarde estudiaría en la Academia Teológica de Kiev, en la que más tarde impartiría clases.
En 1731 fue nombrado abad del monasterio del Espíritu Santo de Vilna y en este puesto atrajo la atención del arzobispo de Kiev, Galitzia y Malorosiya, Rafail (Zaborovski), vigoroso defensor de los derechos de los cristianos ortodoxos en la ciudad de Vilna. El 10 de junio de 1734 sería llamado a San Petersburgo, capital del Imperio ruso, donde sería nombrado prior del monasterio Símonov de Moscú y poco más tarde sería elevado al rango de archimandrita.
El 2 de febrero de 1 fue nombrado obispo de Vólogda y Belozersk. Durante su estancia en San Petersburgo, Ambrosio ganó fama como elocuente predicador (se conoce su discurso con ocasión de los esponsales de la princesa Ana Leopóldovna y el príncipe Antonio Ulrico de Brunswick-Wolfenbüttel, que sería impreso en ruso y latín y sería usado de nuevo para la coronación de Yelizaveta Petrovna.
El 29 de mayo de 1740, Ambrosio fue nombrado arzobispo de Nóvgorod y Velíkiye Luki, y desde su cargo, benefició la educación teológica. Transformó la escuela teológica fundada por el metropolitano Job en el seminario de Nóvogorod, situándolo en el monasterio de San Antonio de Nóvgorod. Los pofesores para el seminario fueron traídos de Kiev y Ambrosio legaría su rica biblioteca al seminario a su muerte.
Entre sus obras, alcanzó gran fama la Indicación en profundidad de las diferencias entre las Iglesias Griega y Romana Papal. Del resto de sus sermones, se conservan Sermón para la boda de la princesa Ana Leopóldovna, el Sermón para el aniversario de la Emperatriz Isabel (San Petersburgo, 1742), Sermón para la coronación de la Emperatriz Isabel en el día de San Miguel Arcángel (Moscú, 1742) y su Sermón sobre la Paz con Suecia. El sermón de la coronación de Isabel detalla los problemas causados por extranjeros y gentiles del Imperio ruso durante el tiempo de reinado de los dos anteriores monarcas, aportando un gran valor histórico.
En 1742, junto a Arsenio (Matseyévich), el arzobispo Ambrosio envió a la Emperatriz un plan de reforma de la dirección más alta de la Iglesia. Los autores eran favorables a la dirección por parte de la personas del patriarca de Moscú o el metropolitano, y no por el Santísimo Sínodo Gobernante, compuso parcialmente de miembros eclesiásticos y parcialmente por hombres de Estado designados por el zar.
El 1 de mayo de 1744, Ambrosio enfermó gravemente y tomó un mes de retiro, para recuperarse de la enfermedad, volviendo poco después a la vida activa. Sin embargo, a principios de 1745 cayó de nuevo enfermo y no se recuperó, falleciendo en San Petersburgo el 17 (28) de mayo de 1745 y siendo enterrado en el monasterio de San Antonio de acuerdo a su voluntad.